# Palais épiscopal de Grosseto
Le palais épiscopal de Grosseto est un bâtiment néo-classique situé dans le centre historique de Grosseto, sur le Corso Carducci. Le palais est la résidence de l'évêque du diocèse de Grosseto.

## Histoire
Le bâtiment date du XVIIIe siècle et appartenait aux comtes Ariosti, qui l'ont vendu en 1780 à Mario Nerucci. Le palais a été acheté par l'évêque Fabrizio Selvi (it) le 20 novembre 1803, qui avait l'intention de doter le diocèse de Grosseto d'un nouveau palais épiscopal.
Pendant la période de vacance du siège épiscopal (1858-1867), à la suite de l'annexion du grand-duché de Toscane au royaume de Sardaigne, l'édifice abrita le premier siège de la bibliothèque Chelliana, inaugurée en 1860.
Le bâtiment a été rénové et décoré pendant l'épiscopat de l'évêque Giovanni Battista Bagalà Blasini (it) (1876-1884). Entre 1927 et 1928, l'évêque Gustavo Matteoni (it) agrandit le bâtiment et restaura la façade sur la rue principale.
Le palais a été endommagé pendant la Seconde Guerre mondiale par un raid aérien qui a eu lieu le 29 novembre 1943 ; il a été rénové entre 1948 et 1951 par l'évêque Paolo Galeazzi (it).